# Thornography
Thornography — седьмой полноформатный альбом английской группы Cradle of Filth, выпущенный 17 октября 2006 года лейблом Roadrunner Records.

## Стиль и отзывы критиков
Том Юрек с сайта Allmusic.com восторженно отозвался об альбоме, назвав Cradle of Filth «великой метал-группой» и высоко оценив практически все композиции, особенно выделив «Cemetery and Sundown» и «The Foetus of a New Day Kicking».

## Список композиций
1. Under Pregnant Skies She Comes Alive like Miss Leviathan — 01:40
2. Dirge Inferno — 04:54
3. Tonight in Flames — 05:55
4. Libertina Grimm — 05:51
5. The Byronic Man — 05:03
6. I Am the Thorn — 07:06
7. Cemetery and Sundown — 05:37
8. Lovesick for Mina — 07:00
9. The Foetus of a New Day Kicking — 03:43
10. Rise of the Pentagram — 07:02
11. Under Huntress Moon — 06:58
12. Temptation (кавер Heaven 17) — 03:47

13. Halloween 2 — 03:39

## Участники записи
- Дэни Филт — вокал
- Пол Аллендер — гитара
- Чарлз Хеджер — гитара
- Дэйв Пайбус[англ.] — бас
- Адриан Эрландссон — ударные
- Вилле Вало из HIM — сессионный вокалист на The Byronic Man
- Dirty Harry — сессионная вокалистка на Temptation

## Переиздание
Альбом переиздан в феврале 2008 года под названием Harder, Darker, Faster: Thornography Deluxe в формате DVD-Audio.

### Видеоклипы
1. Tonight In Flames
2. The Foetus Of A New Day Kicking
3. Temptation

### Harder, Darker, Faster…(бонус-треки)
1. Murder In The Thirst
2. The Snake-Eyed and The Venomous
3. Halloween II — Season Of The Bitch
4. Courting Baphomet
5. Stay (кавер Shakespears Sister)
6. Devil To The Metal

### Экстра-контент
- «The Making Of The Video for The Foetus Of A New Day Kicking».
- Весь альбом в формате MP3.
- Треки Lovesick For Mina и Under Huntress Moon также в формате U-MYX, позволяющем делать ремиксы.